# Zebrapinty
A zebrapinty (Taeniopygia guttata) a madarak (Aves) osztályának verébalakúak (Passeriformes) rendjébe, ezen belül a díszpintyfélék (Estrildidae) családjába tartozó faj.

## Rendszerezése
A fajt Louis Pierre Vieillot francia ornitológus írta le 1817-ben, a Fringilla nembe Fringilla guttata néven.

## Alfajai
- Taeniopygia guttata guttata (Vieillot, 1817) – Kis-Szunda-szigetek közül Timor, Sumba, Flores, Alor, Wetar és a környékükön található kisebb szigeteken él.
- Taeniopygia guttata castanotis (Gould, 1837) vagy Taeniopygia castanotis – Ausztrália

## Előfordulása
Ausztráliában szinte mindenhol előfordul, kivéve a tengerpart nedves bozótosait és az esőerdőt. Megtalálható az indonéziai Kis-Szunda-szigeteken is.
Betelepítették Naurura, Puerto Ricóba és Portugáliába. Sikertelen betelepítési kísérletek történtek Új-Zélandon és Tahitin is.

## Megjelenése
Testhossza 10 centiméter, testtömege 8–9 gramm. A hím feje oldalt gesztenyebarna, fejének első része fehér, elől és hátul függőleges fekete vonal határolja. A torok és a begy ezüstszürke, fekete hullámokkal; a mellkas fekete. A tojó többnyire szürkésbarna, szeme alatt fekete függőleges csíkkal. A farok mindkét nemnél fekete-fehér sávos. A csőr rövid, kúp alakú, ideális a magevő madár számára, a hímeknél világító piros, a nőstényeké világosabb, narancssárga.
|  |  |  |

## Életmódja
E madár társas lény, a szabadban kolóniákban és tartós párkapcsolatban él. Egymagában tartani állatkínzás, kalitkában maximum két madár tartható, a nem nem számít. Több pár együtt-tartásához röpde szükséges. Tápláléka fűmagok és néhány rovar, a zöldeleséget is szereti (pl. salátalevél). Az egészséges madár éberen figyeli környezetét, állandó mozgásban van: ugrál, tollászkodik, hangoskodik, fürdik és sokat eszik. Fogságban 10–12 évig is elélhet.

## Szaporodása
A fiatal madár az ivarérettséget 11 hetesen éri el. A költési időszak különböző. A fészek fűből és ágacskákból lazán összefűzött kupolaforma, oldalsó bejárattal. Tollal, gyapjúval vagy szőrrel bélelik, a talajtól kettő, de néha akár kilenc méteres magasságban is épülhet az eukaliptuszfákon. A fészekalj 3–7 fehér tojásból áll, amelyeket a madár tetszőleges időben rak. A száraz területeken többnyire az esős évszak után, amikor jó a táplálékellátás. Mindkét szülő kotlik 12–16 napig a tojásokon. A fiatal madarak 22 naposan repülnek ki, de a szülőkkel maradnak a következő fészekalj felneveléséig.

## A zebrapinty tartása

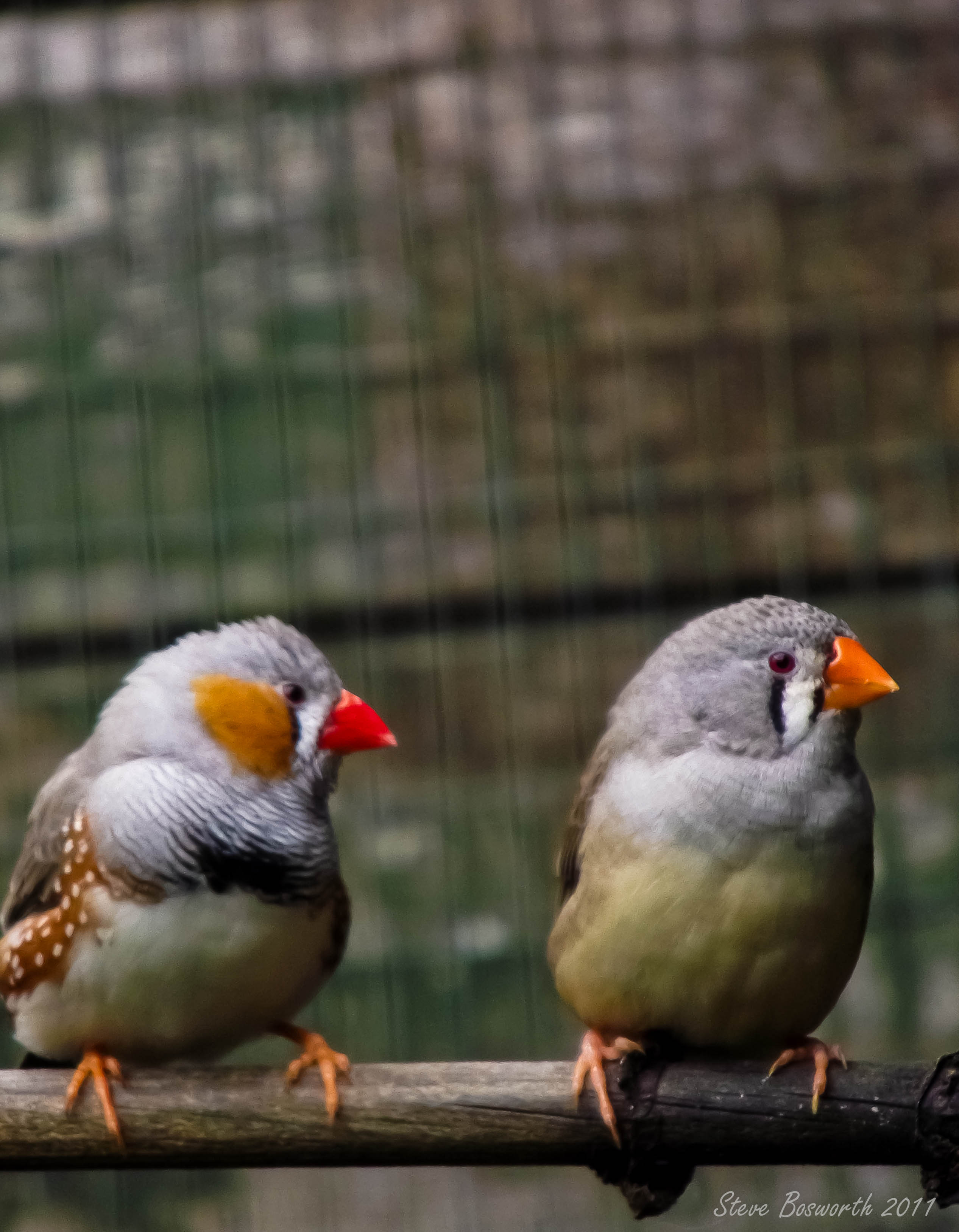
Díszmadárként tartott zebrapinty pár

Annak ellenére, hogy már 1817-ben leírták és nem sokkal utána már tartották is fogságban, a madár a 19. század során nem számított gyakori kalitkamadárnak. Közkedveltsége a 20. században indult meg és mára a leggyakrabban tartott díszpintyfajjá lett. Ausztrália 1960-ban betiltotta az országból a madárkivitelt, így azóta nem kerültek vadon befogott madarak a zebrapintyek közé.
A zebrapinty mára domesztikált állatnak tekinthető. A tenyésztés során létrejöttek a vadszínűtől eltérő színű formák is, ezek közül a fehér színű a leginkább elterjedt.
Ahogy a kedvtelésből tartott díszmadarak többségét, a zebrapintyeket is leggyakrabban kalitkában helyezzük el.
A díszállat-kereskedések a változatos formájú, anyagú, színű és méretű kalitkákat kínálnak. A választásnál figyelembe kell venni, hogy a zebrapinty nagy mozgásigényű, ezért egy párnak a minimálisan 50x40x30 cm-es kalitka javasolható. Ideális esetben a kalitka téglalap alakú, magassága kisebb legyen, mint a hossza.
Mivel a pintyek igen csak szemetelnek, ezért előnyös lehet az üvegbetétes kalitka. Praktikus továbbá, ha a kalitka alja tálcás, így könnyebben tisztítható. Hozzá kell tenni, hogy szinte már az összes mostanság kapható kalitka ilyen.
Az ajtónak akkorának kell lennie, hogy be tudjunk nyúlni, és könnyen meg tudjuk fogni szükség esetén a madarakat. Szükséges továbbá egy másik nyílás is, ahová a fürdetőt tudjuk felhelyezni, illetve egy harmadik, ahová a zebrapinty fészkét tudjuk illeszteni.
Ha mégsem kalitkába, hanem röpdében vagy madárszobában tartjuk a pintyeket, figyelni kell arra, hogy ne zsúfoljuk túl az állományt. Mivel a méret ezekben az esetekben engedi, faágakat is behelyezhetünk madaraink szórakoztatására. Kalitkában pedig ülőfával oldhatjuk meg, hogy legyen hova le-és felszállniuk, illetve csak pihenniük. A röpdében vagy a madárházban más, békés természetű madarakkal együtt is tarthatjuk a zebrapintyeket.
A lakásban, kalitkában tartott zebrapintyeket jó időben kihelyezhetjük a teraszra, vagy kitehetjük őket a kertbe, természetesen szélvédett, árnyékos, más háziállatok számára nem elérhető, biztonságos helyre.

### Magok, magkeverékek
A magkeverékek legfontosabb részét képezi a muharmag és a fénymag. Fontos továbbá a köles is, ami lehet fehér vagy vörös. A fehér azért jobb a madár számára, mert puhább a héja, így könnyebben tudja meghámozni. A díszállat-kereskedésekben kapható magkeverékek ezeken kívül még más magokat is tartalmaznak, a zebrapinty számára ideális arányban.
A fent említett összetevőkből /ha otthon akarjuk összeállítani a táplálékot/ a következő aránnyal kell számolni:
60% köles
20% muhar
20% fénymag
A zebrapintyek kedvelt csemegéje a fürtös köles. Ezt felakaszthatjuk a kalitkára (kb. 20 cm hosszú) és a madarak kedvükre csipegethetnek belőle. Külön jó benne, hogy a természetes táplálékszerzéshez hasonlóan juthatnak így hozzá madárkáink e finom csemegéhez.
Nagyon fontos, hogy ne etessünk régi, poros esetleg gombás magvakat a madarakkal, mert az komoly betegségek kialakulásához, esetleg pusztuláshoz is vezethet. Mindig azonos, megbízható helyről vásároljuk az eleséget.

### Zöldeleségek
Rendszeres etetésük nagyon fontos. A téli hónapokban a magokat is kicsíráztathatjuk, így pár nap alatt vitamindús zöldeleséget kaphatunk. Nyáron, amikor könnyen hozzáférhetünk a zöld növényekhez, részesítsük előnyben a tyúkhúrt, salátát, parajt és a pásztortáskát. Gyümölcsöt, zöldséget is adhatunk a zebrapintyeknek, például egy szelet jól megmosott almát, vagy sárgarépát tehetünk a kalitka rácsai közé.

### Lágyeleségek
Nem feltétlen fontosak, de változatosabbá tehetjük velük pintyeink étrendjét. Főtt tojást összetörünk, belekeverünk egy kis darált kekszet vagy reszelt sárgarépát, amit hígíthatunk egy kis tejjel, és máris kész a kiváló lágyeleség. Vigyázzunk azonban, hogy a romlásveszély miatt egyszerre csak kis adagot tegyünk ki a madaraknak, a maradékot pedig tároljuk hűtőben.